# Park Petra Krešimira IV. u Puli
Park Petra Krešimira IV. je gradski park u Puli.
Podignut je 1953. godine na površini od 3380 m² u gradskom središtu. Godine 1960. izgrađena je fontana od prirodnog istarskog kamena kao simbol dovođenja pitke vode u Pulu s izvora u dolini Raše. Ističe se i osmerokutni mauzolej iz 1. stoljeća građen na području rimske nekropole. Parkom dominira stablo atlaskog cedra pravilne krošnje i debla. Tu su još i grmovi tamarike, oleandera i suručice, od ljetnica ukrasne kadulje i kadifice, u proljeće maćuhice i tratinčice.